# Cerkiew św. Włodzimierza w Morągu
Cerkiew pod wezwaniem św. Włodzimierza – prawosławna cerkiew filialna w Morągu. Należy do parafii św. Mikołaja w Ornecie, w dekanacie Gdańsk diecezji białostocko-gdańskiej Polskiego Autokefalicznego Kościoła Prawosławnego. Współużytkowana przez Kościół Ewangelicko-Augsburski.

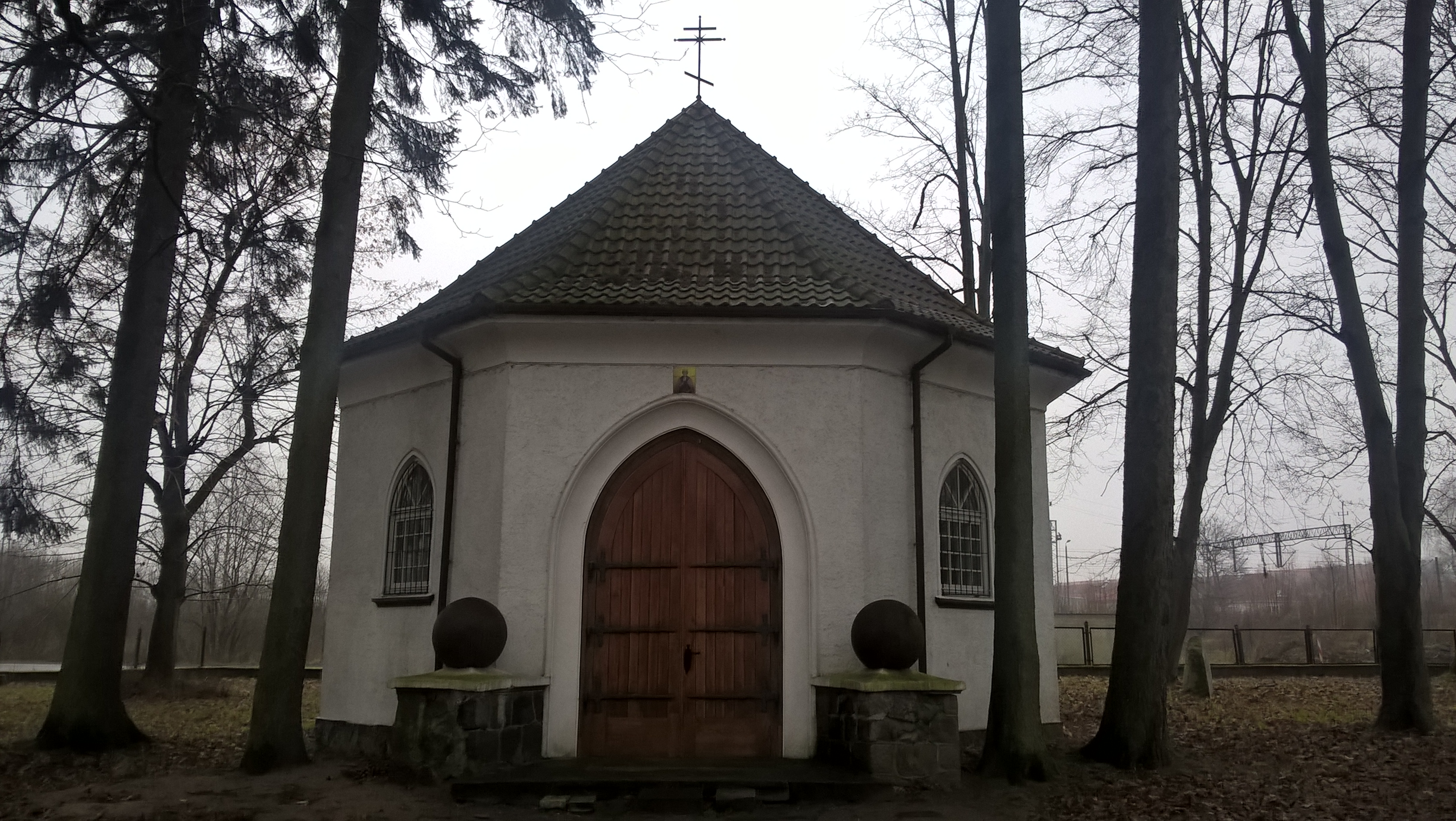
Cerkiew od frontu

Cerkiew znajduje się przy ulicy Jana Henryka Dąbrowskiego 2. Wpisana do rejestru zabytków 18 marca 1987 r. pod nr 3790.
Świątynia jest dawną kaplicą cmentarną z około 1920(?) r.; znajduje się na starym cmentarzu ewangelickim. Od 1964 r. użytkowana przez prawosławnych. Posiada jedną kopułę. Cerkiew obsługiwana jest przez księdza z Ornety. Ze świątyni korzystają także wyznawcy Kościoła Ewangelicko-Augsburskiego (w Morągu działa filiał parafii luterańskiej w Ostródzie).
W 2014 r. przeprowadzono remont cerkwi (odnowiono wnętrze i częściowo elewację, odrestaurowano drzwi, wymieniono okna).
W 2007 r. społeczność prawosławna w Morągu liczyła niespełna 30 osób.
1 września 2022 r. nowym proboszczem parafii został ks. mgr Dariusz Sulima. Parafia liczy obecnie 8 osób. Przed świętem parafialnym w 2022 r. został wyczyszczony dach cerkwi z mchu, zostały wyczyszczone rynny, uzupełnione ubytki w dachu, wyczyszczone świeczniki, jak również zostały uszyte nowe szaty liturgiczne na ołtarz, stół ofiarny (żertwiennik) oraz pulpity liturgiczne.
28 lipca 2022 r., w dzień pamięci św. Włodzimierza Kijowskiego zostały poświęcone nowe ikony do ikonostasu w Cerkwi św. Włodzimierza oraz dzwon upamiętniający 75-lecie Akcji Wisła.